# 卡萨布兰卡 (印尼)
卡萨布兰卡（印尼语：Kota Kasablanka）是位于印尼雅加达Tebet的一个占地11.5公顷的综合开发项目，由办公楼、服务式办公套房、购物中心、会议厅和公寓楼组成，由PT Pakuwon Jati Tbk（PWON）开发。卡萨布兰卡具有顶级的音响和灯光系统，有足够的空间来容纳大大小小的活动、会议、博览会、音乐会以及其他一系列文化活动。此外还提供餐饮服务和其他必要的协助。